# استفکا کوستادینووا
استِفْکا کوستادینووا (بلغاری: Стефка Георгиева Костадинова؛ زادهٔ ۲۵ مارس ۱۹۶۵) یک ورزشکار بازنشستهٔ دو و میدانی در رشتهٔ پرش ارتفاع و اهل بلغارستان است. او با حدنصاب ۲٫۰۹ متر رکورددار جهان است. وی در مسابقات کشوری و بین‌المللی در مجموع برندهٔ ۱۳ مدال طلا و ۲ مدال نقره شده‌است.